# Marcel-Claude Roy
Pour l’article homonyme, voir Roy.
Marcel-Claude Roy B.S.A. (né le 11 septembre 1936 et mort le 31 mai 2018) est un agronome et homme politique fédéral du Québec.

## Biographie
Né à Laval-des-Rapides dans la région de Laval, Marcel-Claude Roy devient député du Parti libéral du Canada dans la circonscription fédérale de Laval en 1968. Réélu en 1972, 1974 et dans la nouvelle circonscription de Laval, qui deviendra Laval-Ouest, en 1979 et en 1980, il sera défait en 1984 par le progressiste-conservateur Guy Ricard.
Durant sa carrière politique, il fut secrétaire parlementaire du ministre de l'Industrie et du Commerce de 1975 à 1976 et du ministre des Transports de 1976 à 1977.
Il est mort à Laval le 31 mai 2018 à l'âge de 81 ans.